# Kalávryta
Kalávryta är en kommunhuvudort i Grekland.   Den ligger i prefekturen Nomós Achaḯas och regionen Västra Grekland, i den centrala delen av landet, 140 km väster om huvudstaden Aten. Kalávryta ligger 732 meter över havet och antalet invånare är 1 629.
Terrängen runt Kalávryta är kuperad åt nordväst, men åt sydost är den bergig. Kalávryta ligger nere i en dal. Runt Kalávryta är det glesbefolkat, med 10 invånare per kvadratkilometer. Det finns inga andra samhällen i närheten. 